# Andinobates altobueyensis
Andinobates altobueyensis es una especie de anfibio de la familia Dendrobatidae que es endémica de Colombia.

## Distribución
A. altobueyensis se encuentra en un área sumamente restringida de la serranía del Baudó llamada "Alto del Buey" en el departamento colombiano de Chocó, donde fue descubierta durante la primera expedición herpetológica realizada en este lugar. Se le puede hallar entre los 980 y 1,070 m s. n. m.

## Hábitat
Andinobates altobueyensis habita en los suelos y bromelias del bosque húmedo premontano de la región Pacífica colombiana. Sus huevos son probablemente colocados en hojas, una vez eclosionado el renacuajo, es llevado hasta una bromelia por el adulto, aunque esto aún es incierto.

## Morfología
Los machos llegan a medir 15.5 mm de longitud y las hembras logran alcanzar hasta los 17. Su coloración es uniforme y puede presentar colores desde el amarillo hasta el dorado metálico, algunas veces con tonos verdosos, pudiendo aparecer manchas en el lomo y vientre del animal.